# Junkers EF 100
Die Junkers EF 100 war ein Projekt von Junkers für ein sechsmotoriges Passagierflugzeug für die Zeit nach dem Zweiten Weltkrieg. Es kam nicht zur Ausführung.

## Geschichte
Das Flugzeug wurde in den Jahren 1940/1941 entwickelt und basierte auf der Ju 90. Die Ju 100 wäre, wenn sie gebaut worden wäre, das mit Abstand leistungsfähigste Passagierflugzeug seiner Zeit gewesen. Das Flugzeug sollte 100 Passagiere über 5000 km befördern; mit 50 Passagieren hätte die Reichweite 9000 km betragen. Das wäre für eine Atlantik-Nonstopüberquerung ausreichend gewesen. Im Laufe der Entwicklung wurde das Flugzeug zu einem Langstrecken-Seeaufklärer und Bomber umgeplant. Die Bombenlast war mit 5 t geplant. Die Entwicklung wurde 1942 eingestellt.

## Bezeichnung
In einigen Quellen wird das Flugzeug auch als Ju 100 bezeichnet. Diese Bezeichnung wurde offiziell nie verwendet. In der RLM-Typenliste war die Nummer 100 an Fieseler und später an Heinkel für die He 100 vergeben.

## Konstruktion
Als Antrieb waren sechs Dieselmotoren geplant. Der elliptische Rumpf mit Druckkabine hätte eine Breite von 5,12 m haben sollen, was Sechser-Sitzreihen ermöglicht hätte. Das Fahrwerk war als Dreibeinfahrwerk mit Bugrad und doppelt bereiftem Hauptfahrwerk geplant. Ein doppeltes Seitenleitwerk war vorgesehen.

## Technische Daten
| Kenngröße             | Daten                                             |
| --------------------- | ------------------------------------------------- |
| Besatzung             | 8                                                 |
| Passagiere            | 50–100                                            |
| Länge                 | 49,80 m                                           |
| Spannweite            | 65,00 m                                           |
| Höhe                  | 9,00 m                                            |
| Flügelfläche          | 350 m²                                            |
| Flügelstreckung       | 12,1                                              |
| max. Startmasse       | 104.800 kg                                        |
| Höchstgeschwindigkeit | 570 km/h                                          |
| Dienstgipfelhöhe      | 12.300 m                                          |
| Reichweite            | 9.000 km                                          |
| Triebwerk             | 6 Junkers Jumo 223 mit je 2.500 PS (ca. 1.840 kW) |
| Startrollstrecke      | 550 m                                             |
| Landerollstrecke      | 510 m                                             |